# Pedimento (documento)
El pedimento comprueba la estancia legal de las mercancías que se importaron. En este documento se asientan datos como: nombre del importador, aduana de arribo de las mercancías, régimen aduanero, nombre del exportador (proveedor), país de origen de las mercancías, fracciones arancelarias, cantidades y unidades de medida, número de bultos, factura(s) comercial(es) que amparan a dichas mercancías, valor comercial de las mercancías, Incoterms, restricciones y regulaciones no arancelarias, entre otros datos más. En términos generales, un pedimento aduanal es el documento que certifica y valida las contribuciones de tu empresa en cada actividad de exportación e importación que se realiza. Asimismo,en este documento se verifica que el flujo de tu mercancía se ejecute de una forma segura y haya total transparencia en términos de impuestos y permisos legales.

## En Chile
En Chile, es obligatorio contar con la Declaración Nacional de Ingreso, que es el documento que acredita que has realizado el pago de todos los impuestos correspondientes por los bienes importados al país, o la correcta presentación del Formulario F para acogerse a beneficios del tratado de libre comercio con que cuenta el país.[cita requerida]

## En México
En México, el pedimento aduanal es un documento fiscal que su principal función es para demostrar el pago de todas las contribuciones ante el 
Servicio de Administración Tributaria (SAT) por la entrada/salida de las mercancías de comercio exterior hacia o desde el territorio nacional mexicano y es para exportar mercancías y mostrar a las autoridades que se han pagado los impuestos y se han cumplido los requisitos de comercio exterior
==Marco jurídico en México===Para el marco jurídico en México, según la ley aduanera, Art. 2 Fracc. XVI, se entiende por pedimento: la declaración en documento electrónico(Regla 1.9.1. de las RGCE), generada y transmitida respecto del cumplimiento de os ordenamientos que gravan y regulan la entrada o salida de mercancías del territorio nacional, en la que se contiene la información relativa a las mercancías, el tráfico y régimen aduanero al que se destinan, y los demás datos exigidos para cumplir con las formalidades de su entrada o salida del territorio nacional, así como la exigida conforme a las disposiciones aplicables.

### Sustancias ilícitas
El pedimento también es un registro por si llega a encontrarse alguna mercancía con alguna sustancia ilícita.
Analizar el comportamiento de los regímenes aduaneros o grupos que conforman el ámbito de importadores y exportadores por sector, para coadyuvar en la identificación de conductas ilícitas relacionadas con la entrada y salida de mercancías del territorio nacional, y proponer estrategias e instrumentar mecanismos para prevenir y combatir dichas conductas, lo que podrá incluir medidas especiales de operación aduanera que garanticen el combate eficaz de las referidas prácticas indebidas.

### Artículo 36: Ley Aduanera
Quienes introduzcan o extraigan mercancías del territorio nacional destinándolas a un régimen aduanero, están obligados a transmitir a las autoridades aduaneras, a través del sistema electrónico aduanero, en documento electrónico, un pedimento con información referente a las citadas mercancías, en los términos y condiciones que establezca el Servicio de Administración Tributaria mediante reglas, empleando la firma electrónica avanzada, el sello digital u otro medio tecnológico de identificación. 
Dicho pedimento se presentará ante la autoridad aduanera en dispositivo tecnológico o en medio electrónico, junto con las mercancías, a fin de activar el mecanismo de selección automatizado. El dispositivo o medio deberá contar con los elementos técnicos que permitan la lectura de la información contenida en el mismo incluyendo la relativa a los pedimentos; salvo los casos en que se deba proporcionar una impresión del pedimento con la información correspondiente, el cual llevará impreso el código de barras. Lo anterior en los términos y condiciones que el Servicio de Administración Tributaria establezca mediante reglas.
En los pedimentos en los que aparezca la firma electrónica avanzada, sello digital u otro medio tecnológico de identificación y el código de aceptación generado por el sistema electrónico aduanero, se considerará que fueron transmitidos y efectuados por la persona a quien corresponda dicha firma electrónica avanzada, sello digital u otro medio tecnológico de identificación, ya sea del importador, exportador, agente aduanal, agencia aduanal o de sus mandatarios autorizados. El empleo de la firma electrónica avanzada, sello digital u otro medio tecnológico de identificación que corresponda a cada uno de los importadores, exportadores, agentes aduanales, agencias aduanales y mandatarios autorizados, producirá los mismos efectos que la firma autógrafa de éstos, a que se refiere el Código Fiscal de la Federación.
Modelo de PEDIMENTO   http://databaseconsulting.mx/Bases/LeyAdu.nsf/339467f03a9857908625714c004f1f42/d337f7536a8b932886256be600518033/$FILE/M%201.1.A.docx